# Chaetogonopteron zhangae
Chaetogonopteron zhangae är en tvåvingeart som beskrevs av Wang, Yang, Gootaert 2005. Chaetogonopteron zhangae ingår i släktet Chaetogonopteron och familjen styltflugor. Inga underarter finns listade i Catalogue of Life.